# Frank Worsley
Frank Arthur Worsley (Akaroa, Nueva Zelanda, 22 de febrero de 1872 – 1 de febrero de 1943) fue un experimentado marino, instructor y explorador neozelandés, jugó un rol crucial y meritorio en la frustrada expedición a la Antártida organizada por Ernest Shackleton en 1914-1916.

## Biografía
Tras servir en el Pacífico tras 27 años de experiencia como marino mercante en rutas comerciales y en la reserva de Real Fuerza Naval Neozelandesa, se unió a la Expedición Imperial Transantártica (también conocida como Expedición Endurance) liderada por Ernest Shackleton entre 1914 y 1916, como capitán del Endurance, esta fue la más afortunada contratación de Shackleton y la admiración mutua y respeto entre ambos marinos que se desarrolló iba a tener peso gravitante en la expedición.
El objetivo de esta expedición era cruzar el continente antártico empezando por la costa del mar de Wedell, pero el barco se quedó atrapado en el hielo y finalmente no pudo soportar la presión a la que estaba sometido y cedió, quedando aplastado.
Los 28 hombres que conformaban la tripulación se quedaron en los bloques de hielo a la deriva hasta que, gracias a las excepcionales habilidades de navegación de Worsley quien pauteaba con notable acierto la posición geográfica, pudieron alcanzar tierra firme en la Isla Elefante, después de una peligrosa travesía en la que emplearon tres botes salvavidas.
Worlsey, Shackleton y otros cuatro hombres, navegaron en el bote salvavidas James Caird (de menos de 7 metros y que habían reconstruido con restos de los otros botes) a través del tormentoso Atlántico Sur, llegando a su objetivo, la isla Georgia del Sur.

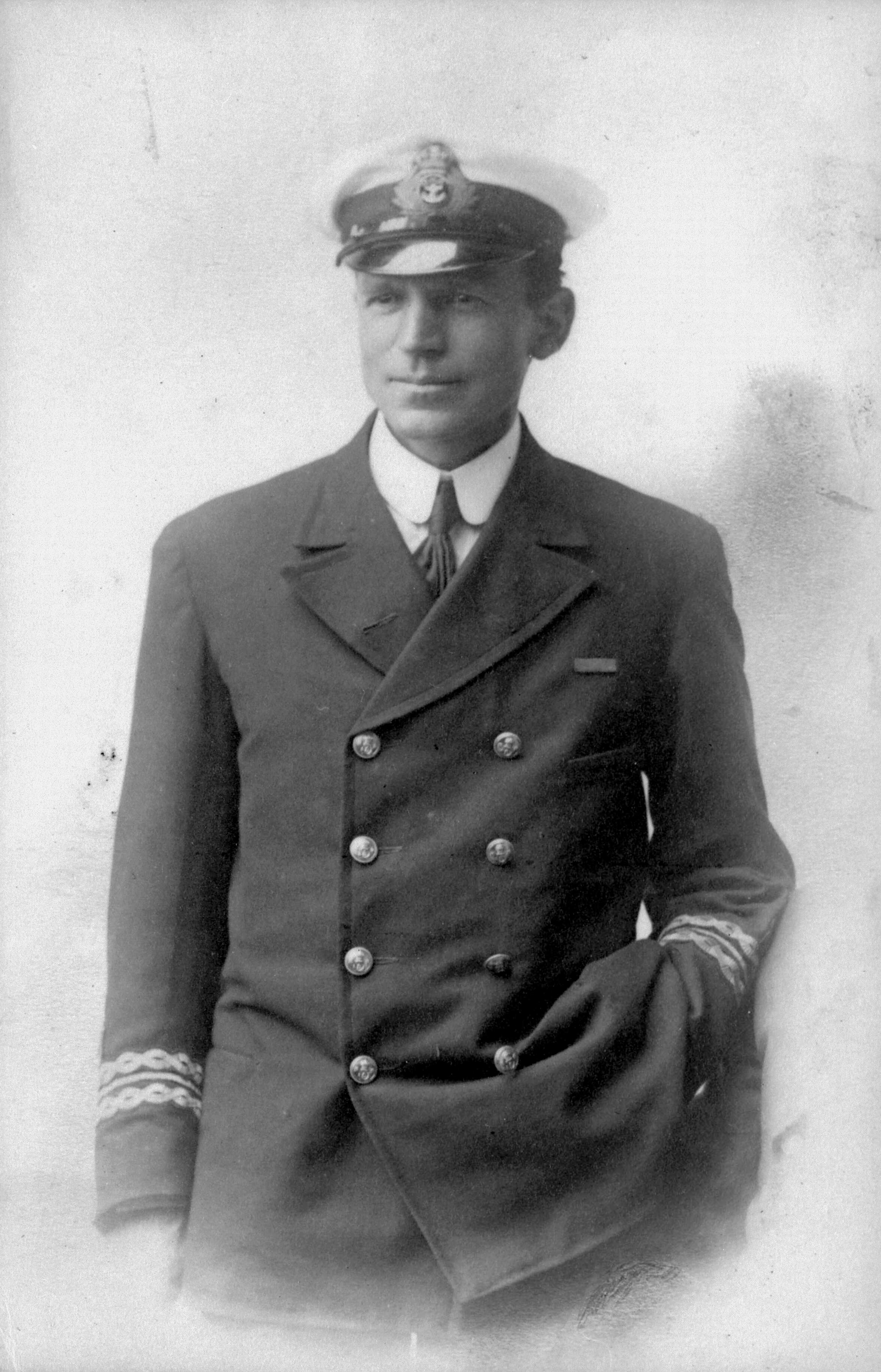
F.A Worsley en uniforme de la Armada británica en 1917

Fue una asombrosa muestra de la habilidad como navegante y marino de Worsley para la navegación en condiciones extremas en botes pequeños, ya que para orientarse utilizaba un pequeño sextante en un pequeño bote agitado por las tormentas y olas gigantescas.
Finalmente tras 15 días lograron avistar la costa de la isla por el lado occidental, el acercamiento fue complicado por el fuerte rompiente y finalmente desembarcaron bajo extremas condiciones de debilitamiento y con sus víveres consumidos.
Shackleton, Worsley y el marinero Thomas Crean atravesaron la montañosa isla de Georgia del Sur en una caminata de 36 horas nunca antes realizada, hasta alcanzar la base ballenera de Grytviken, donde consiguieron ayuda, primero a Inglaterra y al no obtener respuesta, la ayuda vino desde la Armada de Chile quien destino al escampavía Yelcho bajo la figura del audaz piloto Luis Pardo Villalón en la misión de rescate.
Todos sus compañeros fueron rescatados con vida de la Isla Elefante e increíblemente sin perder un solo hombre, 3 meses y 10 días después de haber llegado a la isla Georgia del Sur y tras varios intentos infructuosos debido al mal tiempo reinante. Esta notable hazaña de retorno y supervivencia solo fue posible gracias a las habilidades náuticas de Worsley aunque el crédito de la hazaña se lo llevó Shackleton.
Volvió a unirse a un segundo intento de Shackleton por cruzar la Antártida en 1921, pero esta expedición terminó con la muerte de este en la misma isla de Georgia del Sur, el 5 de enero de 1922.
Escribió un libro llamado-" Endurance, The epic great Antarctic rescue: Shackleton's boat journey"- donde rememora la expedición de 1914.
Durante la Primera Guerra Mundial, se unió a la Armada Británica con el grado de teniente comandante y Worsley capitaneó un Q-ship (barco secreto de la marina británica) y fue el responsable del hundimiento de un submarino alemán en una hábil maniobra.
En 1925 fue parte de la expedición de Franz Josef Land en la Isla Cocos (Guam).
Fue instructor del Real Colegio Naval de Greenwich durante la Segunda Guerra Mundial.
Worsley era asiduo fumador de tabaco en pipa y falleció súbitamente en 1943, víctima de un fulminante cáncer de pulmón, su cuerpo fue incinerado y sus cenizas lanzadas en el Río Támesis.
Una montaña en la isla Georgia del Sur rememora su nombre.